# Ольшанка (Северо-Казахстанская область)
Ольшанка (каз. Ольшанка) — село в Якорском сельском округе Кызылжарского района Северо-Казахстанской области Казахстана.

## География
Село находится на левом берегу реки Ишим. В 2,5 км к северу от села находится озеро Байкал. В 1 км к югу — болото Горькое.
Расстояние до административных центров:
10 км к югу до города Петропавловска — центра Северо-Казахстанской области. 25 км к югу до села Бесколь — центра Кызылжарского района. 6 км к юго-западу до села Якорь — центра Якорского сельского округа.

## Население
|        | 1909 | 1999 | 2009 |
| ------ | ---- | ---- | ---- |
| Мужчин |      | 156  | 167  |
| Женщин |      | 155  | 162  |
| Всего  | 518  | 311  | 329  |

## История
На 1909 год село Ольшанка входило в состав Соколовской волости Ишимского уезда Тобольской губернии Российской империи. Церкви в селе не было, ближайшая находилась в 12 верстах.